# Лашеналь, Адриен
Адриен Лашеналь (фр. Adrien Lachenal; 19 мая 1849 года, Женева, кантон Женева, Швейцария — 29 июня 1918 года, Версуа, кантон Женева, Швейцария) — швейцарский политик, президент.

## Биография

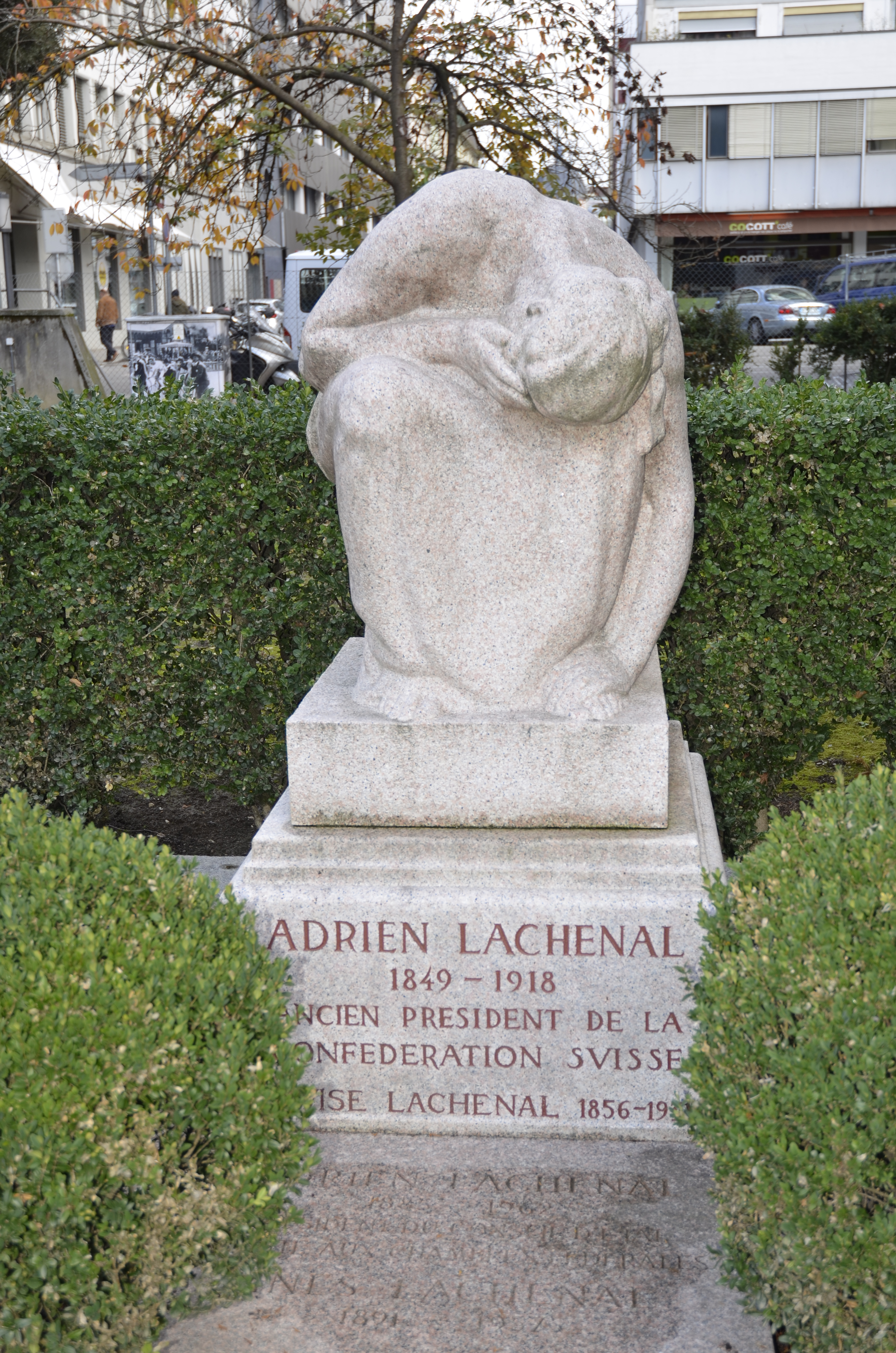
Могила Адриена Лашеналя на Кладбище Королей в Женеве

Сын юриста, Адриен Лашеналь изучал право в Женеве, Париже и Гейдельберге. В 1874 году получил диплом лиценциата и сначала работал заместителем прокурора, а затем открыл собственную юридическую фирму. В 1878 году женился на Анне Луизе Эггли. У них родились четверо детей.
Он получил известность как прекрасный оратор и адвокат. С 1885 по 1892 год был судьёй в Женевском кантональном суде.
В 1880 году Лашеналь был избран в Большой совет Женевы, в котором проработал до 1892 года. Вскоре он стал одним из самых влиятельных политиков в радикальной фракции. С 1881 года представлял Большой совет в сенате Швейцарии, а в 1884 перебрался в Национальный совет, где избирался президентом.
После отставки Нюмы Дро избран на его место в Федеральном совете и политическом департаменте.
- 1 июня 1891 — 7 июня 1892 — президент Национального совета парламента Швейцарии.
- 15 декабря 1892 — 31 декабря 1899 — член Федерального совета Швейцарии.
- 1 января 1893 — 31 декабря 1895 — начальник департамента иностранных дел.
- 1 января — 31 декабря 1895 — вице-президент Швейцарии.
- 1 января — 31 декабря 1896 — президент Швейцарии[3], начальник политического департамента.
- 1 января— 31 декабря 1897 — начальник департамента торговли, промышленности и земледелия.
- 1 января 1898 — 31 декабря 1899 — начальник департамента внутренних дел.

Прошёл масонское посвящение и состоял в Великой швейцарской ложе Альпина.
После отставки из Федерального совета был вновь избран в сенат, членом которого был до своей смерти. Также с 1900 по 1913 год он второй раз был членом Большого совета Женевы. На национальном уровне, он боролся за улучшение торгового и таможенного законодательства. В кантоне Женева, инициировал в 1907 году закон о разделении церкви и государства. Кроме того, он входил в совет Швейцарской федеральной железной дороги и в комиссию по Швейцарскому национальному музею.